# Chloroclystis exsanguis
Chloroclystis exsanguis är en fjärilsart som beskrevs av W. Warren 1907. Chloroclystis exsanguis ingår i släktet Chloroclystis och familjen mätare. Inga underarter finns listade i Catalogue of Life.